# Kira Inugami
Kira Inugami (狗神 煌 Inugami Kira) er en kvindelig japansk manga kunstner. Hun deltager ofte i  cosplay events. 

## Illustrerede værker
- H2O: Footprints in the Sand artbook & manga
- √after and another artbook
- Ebiten: Kouritsu Ebisugawa Koukou Tenmonbu
- Seitokai no Ichizon